# Tolle Nächte in Las Vegas
Tolle Nächte in Las Vegas (Originaltitel: Viva Las Vegas) ist ein US-amerikanisches Filmmusical von George Sidney aus dem Jahr 1964 mit Elvis Presley und Ann-Margret in den Hauptrollen.

## Handlung
Lucky Jackson ist ein begeisterter Rennfahrer. Als er den italienischen Champion Graf Elmo Mancini bei einem Rennen besiegt, will dieser ihn als Fahrer engagieren. Doch Lucky lehnt das Angebot ab. Er will mit seinem eigenen Auto Rennen fahren. Sein Ziel ist der Grand Prix von Las Vegas.
Lucky und Mancini erreichen Las Vegas und lernen dort in einer Autowerkstatt die Schwimmlehrerin ihres Hotels Rusty Martin kennen. Beide verlieben sich in die Frau. Lucky verliert durch einen unbeabsichtigten Sprung in den Pool jedoch sein Geld und muss sich fortan als Kellner verdingen, um seine Rechnungen zu bezahlen. Rusty verliebt sich ihrerseits in Lucky und versucht, ihn davon zu überzeugen, den Rennsport aufzugeben. Um Lucky eifersüchtig zu machen, flirtet sie mit Mancini.
Luckys Versuche, Geld für einen neuen Motor seines Rennwagens aufzutreiben, schlagen fehl. An Stelle von Geld gewinnt Lucky bei einer Talentshow eine Hochzeitsreise. Erst als Rustys Vater ihm einige Stunden vor dem Rennbeginn Geld leiht, kann Lucky sich den dringend benötigten Motor kaufen. Beim Rennen scheidet Mancini durch einen Unfall aus. Lucky gewinnt das Rennen und kann Rusty heiraten.

## Synchronisation
Die deutsche Synchronfassung entstand im MGM Synchronisations-Atelier in West-Berlin.
| Rolle             | Darsteller       | Synchronsprecher |
| ----------------- | ---------------- | ---------------- |
| Lucky Jackson     | Elvis Presley    | Rainer Brandt    |
| Rusty Martin      | Ann-Margret      | Ilse Pagé        |
| Graf Elmo Mancini | Cesare Danova    | Harry Riebauer   |
| Mr. Martin        | William Demarest | Klaus W. Krause  |

## Hintergrund
Der Film wurde am 30. März 1964 in Schweden uraufgeführt. In den USA erschien er erst am 20. Mai desselben Jahres. In Deutschland wurde er erstmals am 24. Juli 1964 in den Kinos gezeigt.
Das Budget der MGM-Produktion lag bei ca. einer Million US-Dollar. Weltweit spielte der Film ca. 9,4 Millionen US-Dollar ein.
Kleine Nebenrollen, im Abspann unerwähnt, hatten Teri Garr als Tänzerin und John Hart als Casinobesucher.

## Soundtrack
Elvis Presley sang in diesem Film folgende Songs: The Yellow Rose of Texas, The Lady Loves Me (zusammen mit Ann-Margret), What’d I Say (von Ray Charles), Viva Las Vegas, I Need Somebody to Lean On, Come On, Everybody, Today, Tomorrow and Forever, Santa Lucia, Do the Vega und Night Life. Der Song You’re the Boss, den Presley mit Ann-Margret sang, wurde zwar aufgenommen, aber im Film nicht genutzt. Begleitet wurde Presley unter anderem von Boots Randolph am Saxophon, dem Gitarristen Scotty Moore, dem Bassisten Bob Moore sowie D. J. Fontana am Schlagzeug.
Ann-Margret trug die Songs Appreciation und My Rival vor. Dazu kam das Lied The Climb, das von der Gruppe The Forté Four gesungen wurde.

## Kritiken
Das Lexikon des internationalen Films bezeichnete Tolle Nächte in Las Vegas als „wenig originelles, anspruchsloses Lustspiel mit zahlreichen Gesangs- und Tanznummern, ganz zugeschnitten auf den Sänger Elvis Presley“. Variety lobte die Zusammensetzung der Hauptdarsteller, die für den Film ein Glücksfall sei. Die Geschichte sei mit Ausnahme von einigen glänzenden Musiknummern und einer elektrisierenden Rennszene banal und schwerfällig. Für Howard Thompson von der New York Times war die Produktion erfreulich und unwichtig wie ein Bananeneis. Auch Thompson lobte die gelungene Besetzung der Hauptrollen mit Presley und Ann-Margret.
Matt Ford von der BBC hielt den Film für den vielleicht besten von Elvis Presley. Das schlechte Drehbuch werde allerdings nur von den Presley-Songs getragen. Der TimeOut Filmguide hob hervor, dass der schnodderige Inszenierungsstil die farbenprächtige Vulgarität von Las Vegas gut treffe.

## Auszeichnungen
Bei der Verleihung der Laurel Awards belegte der Film in der Kategorie Bestes Musical den zweiten Platz. Elvis Presley und Ann-Margret erreichten als Bester Hauptdarsteller bzw. Beste Hauptdarstellerin jeweils den dritten Platz.